# Ларин, Михаил Фёдорович
Михаил Фёдорович Ларин (1911—1945) — лейтенант Рабоче-крестьянской Красной Армии, участник Великой Отечественной войны, Герой Советского Союза (1945).

## Биография
Михаил Ларин родился 11 октября 1911 года в селе Надеждино (ныне — Ельниковский район Мордовии). После окончания четырёх классов школы работал в леспромхозе. В 1933 году был призван на службу в Рабоче-крестьянскую Красную Армию, окончил полковую школу. В 1935 году был уволен в запас. Проживал в Горьком, работал в органах милиции. В августе 1942 года Ларин добровольно пошёл на службу в Рабоче-крестьянскую Красную Армию. С сентября того же года — на фронтах Великой Отечественной войны, был ранен и два раза контужен.
К январю 1945 года лейтенант Михаил Ларин командовал пулемётным взводом 113-го стрелкового полка 32-й стрелковой дивизии 4-й ударной армии 1-го Прибалтийского фронта. Отличился во время боёв в Восточной Пруссии. В ночь с 28 на 29 января 1945 года Ларин во главе штурмового отряда по льду перешёл Куршский залив и захватил плацдарм на Куршской косе, перерезав противнику коммуникации. В тех боях Ларин два раза был ранен, но продолжал сражаться. Его отряд отразил 5 контратак. Во время отражения шестой контратаки Ларин лично уничтожил 15 немецких солдат и офицеров, но и сам погиб. Похоронен в братской могиле в Клайпеде.
Указом Президиума Верховного Совета СССР от 19 апреля 1945 года за «образцовое выполнение боевых заданий командования на фронте борьбы с немецкими захватчиками и проявленные при этом мужество и героизм» лейтенант Михаил Ларин посмертно был удостоен высокого звания Героя Советского Союза. Также был награждён орденом Ленина, двумя орденами Красной Звезды, орденом Славы 3-й степени, рядом медалей.
В честь Ларина названа улица в Нижнем Новгороде, установлен бюст в Надеждино.